# Diplotaxis testacea
Diplotaxis testacea är en skalbaggsart som beskrevs av Hermann Burmeister 1855. Diplotaxis testacea ingår i släktet Diplotaxis och familjen Melolonthidae. Inga underarter finns listade i Catalogue of Life.